# Грозовой перевал (телесериал, 2004)
«Грозово́й перева́л» (итал. Cime tempestose) — двухсерийная итальянская экранизация романа Эмили Бронте «Грозовой перевал» (2004 г.).

## Сюжет
У одинокого путника (мистера Локвуда) ломается повозка. Дабы не замёрзнуть во время вьюги странник ищет кров и находит его в полузаброшенном доме. Ночью он видит призрак молодой женщины, который как ему кажется хочет утащить его с собой. Экономка рассказывает Локвуду историю девушки.
Всё началось с того, что бывший хозяин дома мистер Эрншо подбирает маленького цыганского мальчика, нарекает Хитклиффом и воспитывает как собственного сына. У самого Эрншо двое детей: Айвори и Кэтрин. Айвори сразу возненавидел Хитклиффа.
Проходят годы и между приёмными братом и сестрой возникает нежное чувство. Умирает мистер Эрншо и теперь главой дома становится алчный и завистливый Айвори. Он выгоняет Хитклиффа из дома в конюшню и заставляет батрачить. Лишь отрада в виде Кэтрин смягчает весь ужас положения молодого человека. Однако, девушка хоть и любит Хитклиффа стремится к роскошной жизни. Для этого она намерена выйди замуж за богатого соседа Эдгара. Не выдержав предательства любимой Хитклифф срывается с места и покидает дом.
Спустя годы он возвращается и видит уже замужнюю Кэтрин, но всё так и не может простить ей измены, хоть и часто наведывается к ним в гости. Чтобы досадить Кэтрин ещё больше он соблазняет сестру Эдгара Изабеллу.
Кэтрин умирает после тяжёлых родов. Хитклифф подавлен, несчастен. Он проклинает Кэти и надеется увидеть призрак любимой.
История заканчивается смертью Хитклиффа, когда наконец призраки двух влюблённых воссоединяются и покидают Перевал.

## В ролях
- Франтишек Станек — мистер Локвуд
- Владимир Кратина — мистер Эрншо
- Франко Кастеллано[итал.] — Айвори
- Алессио Бони — Хитклифф
- Анита Каприоли[англ.] — Кэтрин
- Дана Вакова — Нелли Дин
- Юрай Расла — Эдгар
- Винтер Эйв Золи — Изабелла